# Виртанен, Петтери
Пе́ттери Ви́ртанен (фин. Petteri Wirtanen; 28 мая 1986, Хювинкяа) — финский хоккеист, центральный нападающий.

## Карьера

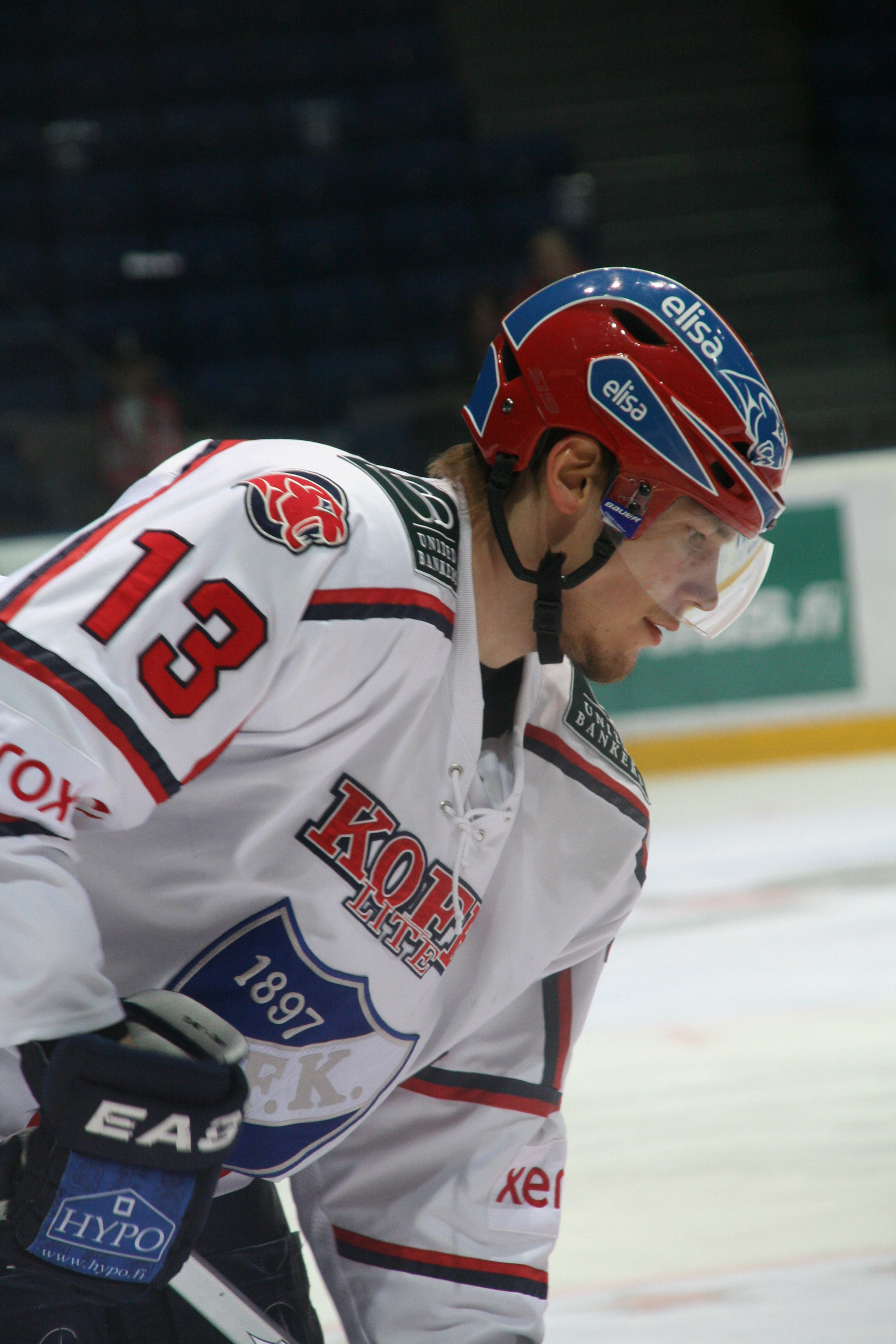
Виртанен в составе ХИФК

Петтери Виртанен воспитанник местного клуба «Хювинкяа Ахмат». Свою карьеру начал в 2002 году в составе клуба ХПК, выступая до этого за его юниорский и молодёжный составы. В 2005 году стал бронзовым призёром чемпионата Финляндии. Сезон 2005/06 стал полноценным за основную команду ХПК, в 50 встречах Петтери набрал 11 очков (8+3) по системе гол+пас. В этом же сезоне стал чемпионом SM-liiga.
В 2006 году был задрафтован в 6-м раунде под общим 172-м номером клубом «Анахайм Дакс». Сразу же после драфта Виртанен подписал контракт с «Анахаймом». Однако последующие два сезона провёл преимущественно за фарм-клуб «Анахайма» — «Портленд Пайретс». В Национальной хоккейной лиге провёл лишь три встречи в 2007 году. Петтери Виртанен дебютировал за «Дакс» 17 октября 2007 года в матче против «Нэшвилла», в этой же встрече он забросил свою первую шайбу в НХЛ. Сезон 2008/09 также провёл в Американской лиге в составе клуба «Айова Чопс».
Летом 2009 года вернулся в Финляндию, подписав контракт однолетний контракт с ХИФК. По окончании сезона контракт с клубом был продлён ещё на один сезон. В сезоне 2010/11 стал двукратным чемпионом Финляндии. После этого Виртанен снова продлил контракт сроком на один год. В мае 2012 года подписал контракт с новичком Континентальной хоккейной лиги донецким «Донбассом».
В сентябре 2014 года перешёл в швейцарский «Фрибур-Готтерон». Сыграв 14 встреч, клуб принял решение расстаться с игроком из-за плохой результативности. 14 ноября 2014 года Петтери вернулся в КХЛ, подписав контракт с «Йокеритом» сроком на два года. Первую шайбу за «Йокерит» забросил 20 ноября в своей первой же встрече за «шутов» в ворота питерского СКА.

### Международная
В составе молодёжной сборной Финляндии Петтери Виртанен стал бронзовым призёром на чемпионате мира 2006 года, являлся капитаном сборной. В составе основной сборной принимал участие на чемпионате мира 2014 года, став вице-чемпионом мира. Также неоднократно вызывается в состав сборной для участия в матчах Еврохоккейтура.

## Достижения
- Бронзовый призёр в составе клуба ХПК (2005).
- Чемпион Финляндии в составе ХПК (2006).
- Чемпион Финляндии в составе ХИФК (2011).
- Обладатель Континентального кубка в составе «Донбасс» (2013)
- Серебряный призёр чемпионата мира (2014).

## Статистика
| Легенда | Легенда                    | Легенда | Легенда                   | Легенда | Легенда    |
| ------- | -------------------------- | ------- | ------------------------- | ------- | ---------- |
| И       | Количество проведённых игр | Штр     | Штрафное время            | +/−     | Плюс-минус |
| Г       | Голы                       | П       | Голевые передачи          | О       | Очки       |
| -       | Статистика неизвестна      | —       | Статистика не учитывалась |         |            |

### Клубная карьера
- a В этом сезоне в «Плей-офф» учитывается статистика игрока в Кубке Надежды.

### Международная
| Год   | Сборная   | Турнир | И | Г | ГП | О | Штр |
| ----- | --------- | ------ | - | - | -- | - | --- |
| 2014  | Финляндия | ЧМ     | 3 | 0 | 0  | 0 | 2   |
| Всего | Всего     | Всего  | 3 | 0 | 0  | 0 | 2   |